# 伊藤康弘
伊藤 康弘（いとう やすひろ、1960年 - ）は甲状腺外科を専門とする外科医、外科学者。元々は一般外科医であった。2001年から兵庫県の私立病院に外科医として勤務しながら多くの甲状腺癌関連の論文を発表している。とくに微小な甲状腺癌の経過観察や甲状腺癌の悪性度分類や術式についての研究が多い。共著も含めると国際雑誌への投稿論文は200を超える。
最終学歴は大阪大学大学院医学研究科（医学博士）。